# Мосіюк Олександр Володимирович
Олександр Володимирович Мосіюк (нар. 10 серпня 1999, Рованці, Волинська область, Україна) — український футболіст, захисник.

## Життєпис
Вихованець академії луцької «Волині», де і розпочинав свої виступи у першості України (ДЮФЛ). Впродовж 2016—2018 років виступав в Українській Прем'єр-лізі U-19 та U-21 за юнацько-молодіжну команду «хрестоносців».
Сезон 2018/19 та 2019/20 провів у рівненському «Вересі» і в складі житомирського «Полісся», де в цілому провів 23 офіційних матча у всіх турнірах.
У серпні 2020 року підписав контракт з чернівецьким футбольним клубом «Буковина», проте вже в лютому наступного року став гравцем клубу: «Чайка» (Петропавлівська Борщагівка) — в складі цих команд провів 40 офіційних матчів в усіх турнірах.

## Досягнення
- Срібний призер Другої ліги України: 2019/20

## Статистика
Станом на 20 квітня 2023 року
| Сезон     | Команда                 | Чемпіонат           | Чемпіонат | Чемпіонат | Кубок | Кубок | Кубок |
| Сезон     | Команда                 | Змаг.               | Матчі     | Голи      | Змаг. | Матчі | Голи  |
| --------- | ----------------------- | ------------------- | --------- | --------- | ----- | ----- | ----- |
| 2016—2017 | «Волинь» (Луцьк)        | Прем'єр-ліга (U-19) | 24        | 1         | —     | —     | —     |
| 2016—2017 | «Волинь» (Луцьк)        | Прем'єр-ліга (U-21) | 13        | 0         | —     | —     | —     |
| 2017—2018 | «Волинь» (Луцьк)        | Прем'єр-ліга (U-21) | 19        | 2         | —     | —     | —     |
| 2018—2019 | «Верес» (Рівне)         | Друга ліга          | 12        | 0         | КУ    | 1     | 0     |
| 2019—2020 | «Полісся» (Житомир)     | Друга ліга          | 9         | 0         | КУ    | 1     | 0     |
| 2020—2021 | «Буковина» (Чернівці)   | Друга ліга          | 8         | 0         | КУ    | 1     | 0     |
| 2020—2021 | «Чайка» (П. Борщагівка) | Друга ліга          | 13        | 0         | —     | —     | —     |
| 2021—2022 | «Чайка» (П. Борщагівка) | Друга ліга          | 17        | 0         | КУ    | 1     | 0     |